# Simonny (álbum)
Simonny é o oitavo álbum de estúdio da cantora Simony sendo o segundo em carreira solo. Foi lançado em 1995, O maior sucesso do CD foi a música "Primeiros Erros (Chove)" nas rádios brasileiras, e foi tema da novela Cara e Coroa da Rede Globo, essa música recebeu o prêmio de "melhor Música do Ano" Simony ainda ganhou o "Troféu Xuxa Hits", Simony ganha troféu por sua música ter sido a mais tocada do ano  No mesmo disco lhe rendeu um disco de Ouro. E Simony contou com a participação especial de Alexandre Pires. Cantor que na época fazia parte do Grupo "SPC". A Cantora Homenageia os Cantores da Jovem Guarda em Várias Faixas do CD, a música "Luz do Mundo" chama atenção para os problemas das crianças que vivem na rua, é uma faixa para o público infanto-juvenil   

## Curiosidades
- O CD marca o retorno de Simony como cantora, afastada da mídia desde sua saída do SBT.
- Foi o último álbum da cantora á mesclar canções românticas e infanto-juvenis, após este CD ela se dedicou exclusivamente á música Romântica.
- Uma faixa acabou ficando de fora do CD, era a música "Quem Poderá Te Amar?" regravação de Celine Diom que Simony gravou em meados de 1994.
- Foi o primeiro álbum em que a cantora passou á assinar seu nome com duas letras "N"

## Faixas
| N.º | Título | Compositor(es)                                     | Duração |  |
| 1.  | "Primeiros Erros" | Kiko Zambianchi                                    | 3:19    |  |
| 2.  | "Pelo Menos Uma Vez" | Carole Bayer , Albert Hammono / versão: Jean Perri | 4:24    |  |
| 3.  | "Diferenças" | Alexandre Lucas , Umberto Tavares, Rogério Augusto | 3:32    |  |
| 4.  | "Luz do Mundo" | Alexandre Lucas, Michel, Cacá Moraes               | 5:32    |  |
| 5.  | "Oh Anna (Funk Tupiniquim)" | Kiko Zambianchi                                    | 4:35    |  |
| 6.  | "Dias Sem Razão" | Jair Morim e Eduardo Corrêa                        | 3:24    |  |
| 7.  | "O Melhor Vai Começar" | Beto Corrêa e Cissa                                | 3:50    |  |
| 8.  | "Agora é Só Paixão" | Luiz Cláudio e Regis Denner                        | 4:16    |  |
| 9.  | "Tributo á Jovem Guarda (Pode Vir Quente Que Eu Estou Fervendo / Estúpido Cupido / Banho de Lua / Lacinhos Cor-de-Rosa / Rua Augusta)" | vários                                             | 8:39    |  |

## Vendas e certificações
| País / Certificadora | Certificação | Vendas  |
| -------------------- | ------------ | ------- |
| Brasil (ABPD)        | ouro         | 100.000 |